# Искренко, Нина Юрьевна
Нина Юрьевна Искренко (26 июля 1951, Петровск, Саратовская область — 14 февраля 1995, Москва) — русская поэтесса и переводчица, прозаик.

## Биография
Окончила физический факультет МГУ, работала переводчиком научно-технической литературы. До 1980-х годов не смогла опубликовать ни одной строчки, первый раз стихи были опубликованы в апреле 1987 года в журнале «Юность» в рубрике «Испытательный стенд». В конце 1980-х входила в состав Клуба «Поэзия» (вместе с такими поэтами, как Дмитрий Пригов, Юрий Арабов, Евгений Бунимович, Алексей Парщиков, Виктор Коркия, Игорь Иртеньев, Владимир Салимон), полуофициального литературного объединения её поколения. Все три её прижизненных поэтических сборника вышли в 1991 году. Умерла в 1995 году от рака.

## Отзывы
Н. Искренко увлечена пересечением жанров, «полистилистикой», уловлением современного информационного вихря; отсюда приёмы, которые к одной лишь поэзии не отнесешь. — Кирилл Ковальджи

Нина Искренко (1951—1995) — один из самых ярких поэтов московской новой волны, вошедшей в отечественную литературу в середине восьмидесятых. Её столь ранняя и мучительная смерть заставляет иначе посмотреть на завершенную и обретающую новое измерение судьбу поэта, как-то сразу шагнувшего из жизни в историю. <…> Нина Искренко выламывалась из всех рамок, с редкой грацией и свободой мешала в стихах трамвайную лексику с библейской, она отстаивала право на ошибку, сбивала ритм, теряла рифмы и знаки препинания, писала поперек и по диагонали, оставляла пробелы, зачеркивания, оговорки и проговорки, говорила на своем, только ей присущем языке. — Евгений Бунимович

## Память
Вечера памяти и презентации книг Нины Искренко проводились в 1997—1998 годах в Русском ПЕН-центре, Георгиевском клубе, Музее Маяковского, салоне «Классики XXI века» (16 мая 2002), клубе «Скарабей» (29 апреля 1995, «Праздник рифмы»). В 1999 году проводился литературный конкурс имени Нины Искренко. Участвовали прозаики и поэты Владимирской, Вологодской, Ивановской, Кировской, Костромской, Нижегородской и Ярославской областей, которым было от 16 до 35 лет (организаторы: СРП, ЦТМЛ, городская администрация Костромы). На московском VII биеннале поэтов (6 ноября 2011) проводился вечер памяти Искренко.
26 июля 2020 года в Zoom состоялась презентация детской книги про Нину Искренко (серия «Женская история для детей», издательство Московский женский музей, автор текста Надя Делаланд) и женские «Искренковские чтения». 31 марта 2021 года в Московском союзе литераторов был представлен журнал о чтениях.